# داریا دوگینا
داریا دوگینا (روسی: Дарья Александровна Дугина؛ ۱۵ دسامبر ۱۹۹۲ – ۲۰ اوت ۲۰۲۲) روزنامه‌نگار و و فعال سیاسی اهل روسیه بود. او دختر الکساندر دوگین، نظریه‌پرداز راست افراطی ملی‌گرای حامی ولادیمیر پوتین بود.

## دیدگاه
داریا دوگینا همانند الکساندر دوگین پشتیبان پوتین بود. او همواره از روسیه بزرگ و اتحادیه اسلاوی شرقی متشکل از روسیه، اوکراین، و بلاروس سخن می‌گفت. داریا دوگینا اوکراین را به عنوان مرز بهداشتی بین روسیه و جهان غرب توصیف می‌کرد. او از حمله ۲۰۲۲ روسیه به اوکراین حمایت کرده و آن را تحقق امپراتوری روسیه می‌دانست. داریا دوگینا در اواسط ژوئن ۲۰۲۲ پس از اینکه شهر ماریوپل به اشغال نیروهای روسیه درآمد بلافاصله از کارخانه فولاد آزوف‌استال بازدید کرد.
داریا دوگینا به افلاطون علاقه داشت. او بین سال‌های ۲۰۱۲ تا ۲۰۱۳ برای مدت کوتاهی در دانشگاه بوردو فرانسه دربارهٔ افلاطون تحصیل کرد و دربارهٔ افلاطون کارهای پژوهشی و پایان‌نامه تحصیلات تکمیلی نوشت. علاقه داریا دوگینا به افلاطون تا جایی بود که در حضورهای رسانه‌ای خود از نام مستعار «پلاتونووا» (در روسی به معنای دختر افلاطون) استفاده می‌کرد.
داریا دوگینا طرفدار راست افراطی بود. او از مرگ سیاسی امانوئل مکرون سخن می‌گفت و مارین لو پن را می‌ستود.
در ژوئیه ۲۰۲۲ داریا دوگینا به دلیل تولید مکرر و آشکار اطلاعات نادرست در رابطه با اوکراین در فهرست تحریم‌های دولت بریتانیا قرار گرفت.

## مرگ
داریا دوگینا در اوت ۲۰۲۲ بر اثر انفجار خودرویش در حومه مسکو کشته شد. به نظر می‌رسد که هدف اصلی این انفجار الکساندر دوگین بوده‌است؛ زیرا او قرار بود با همان خودرو سفر کند اما در آخرین لحظه برنامه خود را تغییر داد.